# 解放乳頭運動
解放乳頭，是一個以追求性別平等為訴求的社會運動。最早由活动家和电影制作人妮娜·伊斯科於2013年发起。這個運動的支持者認為社會上對於男性和女性的胸部及乳頭存在著雙重標準，允許男性在公開場合裸露胸部及乳頭，但較不贊成女性裸露胸部及乳頭，致使女性遭受社會的差別待遇。他們希望能夠打破這個觀念。但是这个运动并不鼓励女性随时的、不分场合的裸露胸部，而是尝试避免社会上将女性上半身与性联系起来的趋势，强调了美国文化和其法律系统中的虚伪和矛盾的方面。最终，此次运动使得女性在美国可以合法的裸露上身并且在整个西方社会促进了性别平等。

## 历史
尽管美国的一些州修改了自己的法律，使得女性可以合法的在公共场合裸露上身，但是女性仍然有被指控公然猥亵、妨碍治安或者妨碍风化的危险。一位来自凤凰城的菲丽女士在2005年由于裸露上身在纽约州被捕并被起诉。考虑到在当时女性可以合法在纽约州裸露上身已有15年，这些指控被认为是错误的，菲丽女士随后被释放并得到了29000美元的赔偿。
2015年，这项运动在冰岛得到了关注。为了抗议脸书设置女性半裸相下架的审查机制，2015年3月26日，冰岛女学生Adda Smaradottir在学校发起解放乳头运动，鼓吹女性将自己裸露上身的照片上传到脸书，以推特加注标签「‪#FreeTheNipple‬」上传露点照，以抗议脸书的审查机制。这个运动随后得到了议员Björt Ólafsdottir的支持，她上传了一张自己裸露上身的照片以声援一些支持此项运动的青少年。

## 不雅裸露法律
根据美国关于裸体和公众礼仪法律，纽约州、夏威夷州、缅因州、俄亥俄州和德克萨斯州明确允许男性和女性在公共场合裸露上身。但是，大部分美国州份或者明确或者不明确的认为女性裸露乳晕有伤风化，是一种犯罪行为。亚利桑那州、佛罗里达州、夏威夷州、伊利诺伊州、纽约州、南卡罗来纳州、弗吉尼亚州和华盛顿州的法律明确区分了餵哺母乳和公共场合猥亵的不同。。
在英国，裸露上身不是一种违法行为。2009年伦敦警察厅向英国广播公司表示“在公共场合裸体不是犯罪”。在英国，在任何沙滩上裸晒都是合法的，而且裸体骑行活动每年都在举办。但是，Stephen Gough已经由于违反了限制其在公共场合裸体的限制令而在苏格兰的监狱服刑多年。在美国俄勒冈州尤金市，在市中心裸露上身是完全合法的。

## 网络审查
作为对于美国文化的一种表现，网络文化也一直将女性乳头作为一种禁忌，很多社交媒体，比如脸书和Instagram禁止任何含有女性乳晕的图片内容。Instagram的社区守则要求其用户“穿上衣服”。但是这项规定貌似只被运用在了含有女性乳头的图片上，因为除非在乳晕被遮盖的情况下，这些图片会被Instagram删除。与之形成对比的是，裸露上身的男性照片并不受此规定的约束。Chelsea Handler， Miley Cyrus、Rihanna和Scout Willis都由于上传了裸露上身的照片而受到了批评。由于其身着的T恤上印有女性乳头，Willow Smith的一张照片也被删除，尽管那件衣服本身并没有什么不合适。

## 影片

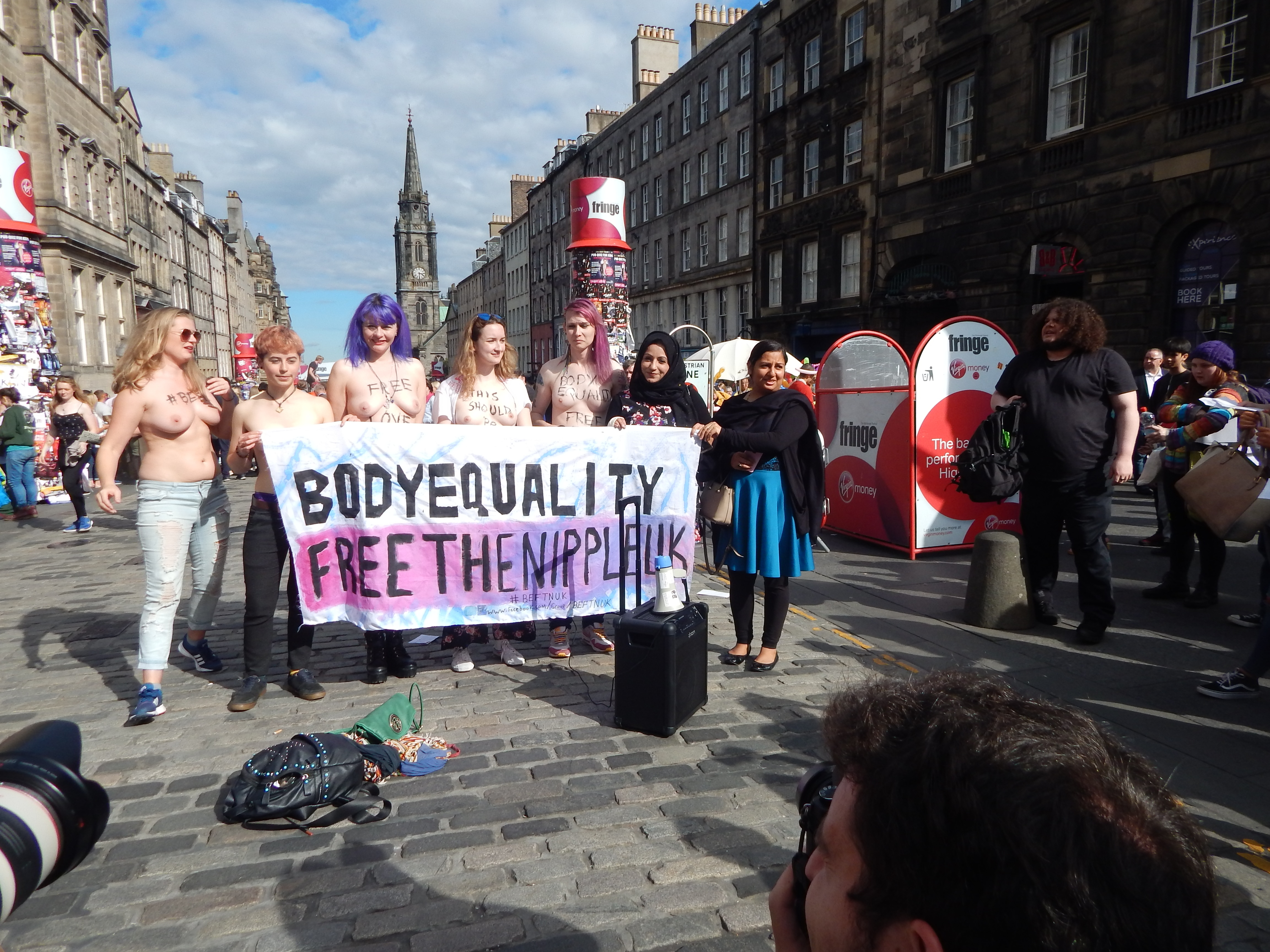
Free the nipple, Edinburgh Fringe Festival, 2017

2014年，美国女权运动者与导演妮娜·伊斯科拍摄的影片《解放乳头》（Free the Nipple）在美国上映。这部电影讲述了一群年轻且富有激情的年轻女性走上纽约街头，通过表演和涂鸦的方式抗议关于女性胸部的法律和社会禁忌。影片2012年完成拍摄，却不能上映的现实激发了伊斯科在2013年12月发起了解放乳头运动。

## 外部連結
- FREE THE NIPPLE
- 性解放の學姊2.0 | Facebook

### 閱讀
- 觀點投書： Free The Nipple？Free Nipples！ -風傳媒（页面存档备份，存于）
- 廖芸婕：關於馬賽克──談Free The Nipple之誰打自己一巴掌 - 獨立評論@天下（页面存档备份，存于）
- { 流浪 癖。Wanderlust }: 關於Free The Nipple(s)，兼論媒體亂象（页面存档备份，存于）
- 解放乳頭 | 立場新聞（页面存档备份，存于）
- 吳傳立：解放的何止是乳頭？（页面存档备份，存于）
- 張智皓：解放乳頭、性犯罪與兩性平權（页面存档备份，存于）